# Lac Cold
Le lac Cold (en anglais : Cold Lake, lit. « lac Froid » ) est un lac dans l'Ouest canadien. Situé à la frontière nord de l'Alberta et de la Saskatchewan, il chevauche ces deux provinces mais est situé principalement (248 km2, soit 96 milles carrés) en Alberta.
Le lac a donné son nom à la ville de Cold Lake. Construite sur sa rive, c'est la plus grande ville du centre-est de l'Alberta.

## Géographie
Le lac a une superficie moyenne en eau est de 373 km2 (144 milles carrés) et est également un des lacs les plus profonds de l'Alberta (jusqu'à 99,1 m (325 pieds) de profondeur). Il est particulièrement riche en poissons (24 espèces inventoriées) et est réputé pour la pêche sur la glace en hiver. 
Le lac est connu pour son eau, qui reste froide même en été en raison de sa grande profondeur, ce qui lui donne une forte inertie thermique
La rivière Martineau coule de Primrose Lake vers Cold Lake, qui se décharge dans la rivière Cold (Saskatchewan) et la rivière Waterhen (Saskatchewan), cette dernière étant est un des principaux affluents de la rivière Beaver.

## Histoire
Cold Lake House était un poste de traite construit par les commerçants de Montréal en 1781, notamment pour l'exploitation des fourrures de castor et d'autres espèces. 
Deux réserves indiennes des Premières Nations de Cold Lake (Cold Lake 149 A et B) sont établies sur le lac, respectivement sur les rives ouest et sud.

## Environnement, écologie
La région de Cold Lake est lacustre et forestière et abrite une riche biodiversité et avait notamment dans les années 1960 et 1970 encore une importante population d'ours noir. Hormis sur la côte ouest, le lac est entouré par des zones protégées, comme le parc provincial de Cold Lake (Alberta) et le parc provincial Meadow Lake (Saskatchewan). Le lac et ses roselières et mégaphorbiaies constituent un habitat pour de nombreux oiseaux nicheurs et bien d'autres espèces mais sont aussi une halte migratrice de première importance pour de nombreux oiseaux migrateurs au printemps et en automne. 
Il abrite aussi une des plus grandes populations de parulines de l'Alberta. 
À plusieurs reprises, cette région a fait l'objet d'inquiétudes et d'une attention particulière quant à ses enjeux environnementaux, dont :
- quand on a découvert ou confirmé que le lac et son bassin pouvaient être affectés par les résidus et séquelles d'essais de munitions toxiques et explosifs[2] ;
- quand le groupe Esso Resources Limited a proposé d'y construire une complexe pétrolier visant à extraire des hydrocarbures fossiles à partir d'un gisement de sables bitumineux[3] situé sur sa concession de Cold Lake[4]. Il s'agit de un des quatre grands gisements identifiés en Alberta[4] ; il contiendrait environ (25 millions de mètres cubes (156 milliards de barils) de bitume, mais cela est d'une activité polluante qui nécessite d'énormes volumes d'eau pour son exploitation en raison d'une épaisse couche de sol et roche au-dessus du gisement. Cela est dans un bassin versant vulnérable aux pollutions (bassin de Cold Lake et de la rivière Beaver, qui tire son nom du Castor canadensis autrefois densément présent dans cette région[4]. Or, de nombreuses zones humides permettant une chasse et pêche récréatives ou de subsistance en Alberta sont situées dans ce même bassin versant[4]. Esso a fait une demande de prélèvement d'eau et de rejets d'eau usées, qui ne font que générer des conflits entre utilisateurs, ce qui a justifié une étude de la ressource en eau à échelle régionale pour la zone Cold Lake / rivière Beaver, qui a débuté en 1980 afin de préparer une gestion raisonnée des nappes phréatiques et des eaux de surface de la région[4]. Des techniques alternatives de stimulation du gisement y ont été proposées dès 1995, dont par de l'éthane sous forme supercritique[5]